# Juan Martínez Silíceo
Juan Martínez Silíceo (ur. w 1486 w Villagarcía de la Torre, zm. 31 maja 1557 w Toledo) – hiszpański kardynał.

## Życiorys
Urodził się w 1486 roku w Villagarcía de la Torre, jako syn Juana Martíneza Guijena i Juany Muñoz. Studiował w Sewilli i Paryżu, a po powrocie do ojczyzny został profesorem filozofii moralnej i teologii w Salamance. Po przyjęciu święceń kapłańskich został kanonikiem kapituły w Corii oraz jałmużnikiem i spowiednikiem Filipa II. 23 lutego 1541 roku został wybrany biskup Kartageny i w tym samym roku przyjął sakrę. Władzę nad diecezją przejął dopiero po trzech latach. W 1546 roku został przeniesiony do archidiecezji Toledo. 20 grudnia 1555 roku został kreowany kardynałem prezbiterem i otrzymał kościół tytularny SS. Nereo e Achilleo. Zmarł 31 maja 1557 roku w Toledo.